# ساري كوه العليا (زاز الشرقي)
ساري کوه العلیا (بالفارسية: سریکوه علیا) هي قرية تقع في إيران في قسم زاز الشرقي الریفي. يقدر عدد سكانها بـ 73 نسمة .